# Shiroi yuki
Shiroi yuki (jap. 白い雪) – dwudziesty piąty singel japońskiej piosenkarki Mai Kuraki, wydany 20 grudnia 2006 roku. Utwór tytułowy został wykorzystany jako 26 ending (odc. 459–470) anime Detektyw Conan. Osiągnął 2 pozycję w rankingu Oricon i pozostał na liście przez 11 tygodni, sprzedał się w nakładzie 43 721 egzemplarzy.

## Lista utworów
| Nr | Tytuł                                     | Słowa      | Kompozycja     | Aranżacja      | Czas |
| -- | ----------------------------------------- | ---------- | -------------- | -------------- | ---- |
| 1. | "Shiroi yuki" (jap. 白い雪)               | Mai Kuraki | Aika Ōno       | Daisuke Ikeda  | 4:45 |
| 2. | "Omoi no hate ni..." (jap. 想いの先に...) | Mai Kuraki | Yoko Blaqstone | Yoko Blaqstone | 4:36 |

## Notowania
| Lista                       | Pozycja |
| --------------------------- | ------- |
| Oricon Daily Singles Chart  | 2       |
| Oricon Weekly Singles Chart | 4       |